# Гуджаратци
Гуджаратците са индоарийски народ, населяващ основно Индия, съставляват 7,1 % от населението на страната, те са основното население на щата Гуджарат. Тяхна голяма диаспора има в САЩ, където представляват около 40 % от индийското население в страната.

## История
Според една от версиите, относно произхода на гуджаратците, те се формират в началото на 1 век, след като частично се асимилира местното население бхили с потомци на арийци.

## Личности
- Махатма Ганди
- Приянка Триведи, актриса
- Джаки Шроф, актьор